# Kaptajn Kaper i Kattegat
Kaptajn Kaper i Kattegat er et berømt, dansk computerspil fra 1985. Spillet er udviklet af Peter Ole Frederiksen, der på daværende tidspunkt var ansat hos IBM og forsøgte at få dem til at bruge spillet, men de mente ikke der var et kommercielt marked for spil, og det blev derfor givet til it-firmaet DanaData. I stil med Kulturkanonen, blev spillet efterfølgende foreslået som en del af en dansk spilkanon.

## Handling
Spillet finder sted kort efter Københavns bombardement, da den danske flåde var taget af englænderne, og mange private skibe fik udstedt et kaperbrev af kongen. Dette gav dem tilladelse til at overfalde og opbringe engelske handelsskibe uden at kunne blive anklaget for pirateri.
Spillet er en blanding af strategispil og skydespil.
Som kaptajn på et kaperskib sejler spilleren omkring i de indre danske farvande. Du kan møde andre skibe, som du kan vælge at borde eller beskyde med kanoner. Du kan søge i havn, hvor du kan købe mad til besætningen (de mister kampgejst, hvis de sulter), købe kanoner og få skibet repareret. Du kan også sælge det bytte, du har røvet.

## Download
Spillet kan downloades eller direkte spilles på archive.org ved hjælp af en DOS emulator.